# Bob Francis
Robert Emile „Bob“ Francis (* 5. Dezember 1958 in North Battleford, Saskatchewan) ist ein ehemaliger kanadischer Eishockeyspieler und -trainer, der in der Saison 1982/83 für die Detroit Red Wings in der National Hockey League spielte und von 1999 bis 2004 die Phoenix Coyotes trainierte.

## Karriere
In jungen Jahren zog Francis mit seinen Eltern nach New York, da sein Vater Emile Francis als General Manager der New York Rangers tätig war. Als Juniorenspieler war er gemeinsam mit Rod Langway auf der University of New Hampshire und spielte für deren Team.
Im Seniorenbereich spielte er in den unteren Ligen für die Muskegon Mohawks in der International Hockey League und die Birmingham Bulls und Oklahoma City Stars in der Central Hockey League. Zur Saison 1982/83 unterschrieb er als Free Agent einen Vertrag bei den Detroit Red Wings. Nach guten Leistungen im Farmteam bei den Adirondack Red Wings in der American Hockey League schaffte er bald den Sprung ins NHL-Team und erzielte in den 14 Spielen, die er für die Red Wings bestritt, zwei Treffer. Kurz vor dem Jahreswechsel wurde er an die Calgary Flames abgegeben, doch dort schaffte er nie den Sprung in den NHL-Kader und spielte in der CHL bei den Colorado Flames. Sein letztes Team waren die Salt Lake Golden Eagles in der IHL, mit denen er in seinem letzten aktiven Jahr 1987 den Turner Cup gewinnen konnte.
In Salt Lake City, wo er seine aktive Karriere beendet hatte, begann er unmittelbar im Anschluss seine Trainerlaufbahn. Nach zwei Jahren als Assistenztrainer übernahm er die Golden Eagles für vier Jahre als Cheftrainer. 1993 wechselte er in die AHL zu den Saint John Flames, dem damaligen  Farmteam der Calgary Flames. Nach zwei Jahren übernahm er in der AHL die Providence Bruins und wurde nach zwei Jahren zum Assistenztrainer der Boston Bruins befördert.
Zur Saison 1999/2000 holten ihn die Phoenix Coyotes als Cheftrainer in die NHL. 2002 wurde er als bester Trainer der NHL mit dem Jack Adams Award ausgezeichnet. Nachdem er mit dem Team in der Saison 2003/04 nicht mehr an die vorangegangenen Erfolge anknüpfen konnte, wurde er nach 64 Spielen durch Rick Bowness ersetzt.
2006 übernahm er das finnische Team HIFK Helsinki, doch noch vor dem Jahreswechsel trennte man sich dort von ihm.

## Sportliche Erfolge
- Turner Cup: 1987

### Persönliche Auszeichnungen
- CHL First All-Star Team: 1982
- Ken McKenzie Trophy: 1982
- Phil Esposito Trophy: 1982
- Tommy Ivan Trophy: 1982
- Jack Adams Award: 2002